# Menswear
Menswear (Eigenschreibweise: „Menswe@r“) waren eine kurzlebige Britpopband, die Mitte der 1990er-Jahre aktiv war und aus Camden kam. Menswe@r unterschrieben ihren ersten Plattenvertrag nach ihrem fünften Auftritt und erschienen auf dem Cover von Melody Maker, bevor sie einen einzigen Ton aufgenommen hatten. Ihr Kleidungsstil lehnte sich an den Mod an, ihre Musik war aber von Blur und Elastica inspiriert.

## Werdegang
Sie generierten so viel Medienaufmerksamkeit, dass sie bei der britischen Ausgabe von Top of the Pops auftraten, bevor ihre erste Single veröffentlicht wurde. Dies machte sie zur ersten Band, die zur Show eingeladen wurde, ohne eine Platte veröffentlicht zu haben. Die erste Single I′ll Manage Somehow war nur ein kleiner Erfolg und die zweite Single Daydreamer kam nur auf Platz 14 der Singlecharts in Großbritannien.
Einerseits wurden sie von der britischen Musikpresse kritisiert, weil ihr Erfolg allein auf gutem Aussehen und nicht auf musikalischem Talent basierte. Andererseits half dies Menswe@r, die Leser von New Musical Express und Smash Hits anzuziehen. 1995 veröffentlichten Menswe@r ihr Debütalbum Nuisance und spielten beim Glastonbury Festival. Am Ende des Jahres veröffentlichten sie ihre Single Stardust. Als die Popularität des Britpop zurückging, wurde es auch stiller um Menswe@r. 1998 veröffentlichten sie ihr zweites Album Hay Tiempo!, das nur in Japan erhältlich war.

## Diskografie

### Alben
| Jahr | Titel    | Höchstplatzierung, Gesamtwochen, AuszeichnungChartsChartplatzierungen (Jahr, Titel, Platzierungen, Wochen, Auszeichnungen, Anmerkungen) | Anmerkungen |
| Jahr | Titel    | UK | Anmerkungen |
| ---- | -------- | --- | ----------- |
| 1995 | Nuisance | UK11 (9 Wo.)UK |             |

Weitere Alben
- Hay Tiempo! (1997)

### Singles
| Jahr | Titel Album                  | Höchstplatzierung, Gesamtwochen, AuszeichnungChartsChartplatzierungen (Jahr, Titel, Album, Platzierungen, Wochen, Auszeichnungen, Anmerkungen) | Anmerkungen |
| Jahr | Titel Album                  | UK | Anmerkungen |
| ---- | ---------------------------- | --- | ----------- |
| 1995 | I’ll Manage Somehow Nuisance | UK49 (1 Wo.)UK |             |
| 1995 | Daydreamer Nuisance          | UK14 (4 Wo.)UK |             |
| 1995 | Stardust Nuisance            | UK16 (3 Wo.)UK |             |
| 1995 | Sleeping In Nuisance         | UK24 (4 Wo.)UK |             |
| 1996 | Being Brave Nuisance         | UK10 (4 Wo.)UK |             |
| 1996 | We Love You                  | UK22 (3 Wo.)UK |             |

Weitere Singles
- 2014: Crash ’14